# Anders Myrvold
Anders Myrvold (født 12. august 1975 i Lørenskog er en tidligere norsk landsholdsspiller i ishockey.
Myrvold, blev draftet af NHL klubben Quebec Nordics i 5. runde i 1993, som er nummer 127 og fik sin NHL-debut for Colorado Avalanche 6. oktober 1995, som den anden nordmand i NHL, efter Bjørn Skaare. Han har også spillet for NHL-klubberne Boston Bruins, New York Islanders og Detroit Red Wings.
Han blev norsk mester med Vålerenga Ishockey i 2006. 23. December 2006 blev han slået ned i centrum af Oslo og blev opereret for skader i hovedet på Ullevål Universitetshospital. Myrvold var ude resten af sæsonen.
Han trak sig tilbage i efteråret 2017 efter en kamp med Vålerenga.

## Klubber
- Furuset IF (Norge)
- Färjestads BK (Sverige)
- Grums IK (Sverige)
- Storhamar Dragons (Norge)
- Laval Titan (Canada)
- Colorado Avalanche (NHL)
- Cornwall Aces (USA)
- Boston Bruins (NHL)
- Hersey Bears (USA)
- Providence Bruins (USA)
- Djurgårdens IF (Sverige)
- AIK (Sverige)
- New York Islanders (NHL)
- Springfield Falcons (USA)
- Fribourg (Sveits)
- Hartford Wolf Pack (USA)
- Mannheim (Tyskland)
- Detroit Red Wings (NHL)
- Grand Rapids Griffins (USA)
- Vålerenga Ishockey (Norge)
- Stavanger Oilers (Norge)
- Stjernen (Norge)
- Frisk Asker (Norge)

## Eksterne links
- https://www.eliteprospects.com/player/1461/anders-myrvold